# Organopoda acmaea
Organopoda acmaea là một loài bướm đêm trong họ Geometridae.